# Hospice Sainte-Anne (Dijon)
L'hospice Sainte-Anne est un édifice situé dans la ville de Dijon, dans la Côte-d'Or en région Bourgogne-Franche-Comté. Il est fondé en 1633 par Pierre Odebert et son épouse Odette Maillard, dans l'enceinte de l'Hôpital Notre-Dame. En 1803, il s'installe dans l'ancien monastère des Bernardines. L'hospice ferme ses portes en 1974.

## Histoire
L'hospice Sainte-Anne est fondé en 1633 par Pierre Odebert, conseiller au Parlement de Dijon, et sa femme Odette Maillard. Destiné à l'origine aux orphelins de deux sexes, âgés de 10 à 16 ans, il accueille uniquement les filles.
En 1693, l'hospice s'installe rue Saint-Philibert. Il est dirigé par des religieuses, chargées d'apprendre aux petites filles à lire, écrire, de les initier aux travaux ménagers, aux travaux de couture et à la tapisserie. L'instruction religieuse est dispensée par un prêtre. À la veille de la Révolution, l'hospice accueille environ 200 orphelines. À partir de 1790, il est administré par la ville.
En 1803, la Ville de Dijon fait l'acquisition du monastère des Bernardines, où s'installe alors l'hospice.
Les années des campagnes de construction du monastère sont 1699 et 1708.
L'oratoire et le cloître des Bernardines sont inscrits au titre des monuments historiques par arrêté du 26 mai 1926. La chapelle Sainte-Anne et ses dépendances (chapelles, annexes, sacristie, clocher) sont classées au titre des monuments historiques par arrêté du 17 août 1945.